# Лекси Лав
Лекси Лав (англ. Lexi Love, род. 23 декабря 1980 года) — псевдоним американской порноактрисы Селены Сколы. Лав владеет и управляет компанией Lexi Love Entertainment, выпускающей порнографическую продукцию.
По данным на 2014 год, Лекси Лав снялась в 346 порнофильмах.

## Биография
Лав снималась в нескольких музыкальных клипах. Она также принимала участие в съёмках шоу Адама Рифкина LOOK: The Series. Кроме того, она снималась в фильме Рифкина Director’s Cut.
В 2013 году Лав запустила сайт VeganKitchen.tv, через который стала популяризировать веганизм и различные веганские рестораны. Позже в этом же году она стала продюсировать подкаст Double Feature. В следующем году ведущие подкаста объявили, что Лав вернётся в шоу в качестве исполнительного продюсера.
В 2009 года Лав выиграла право использовать доменное имя lexilove.com, которое было зарегистрировано на компанию Texas Property Associates. Компания зарегистрировала это имя в 2005 году, через год после того, как Лав пришла в индустрию. И даже несмотря на то, что Лав зарегистрировала своё имя как торговую марку только в 2008 году, Всемирная организация интеллектуальной собственности решило дело в её пользу.

## Премии и номинации
- 2007 номинация на AVN Award — Лучшая сцена орального секса (видео) — Naked and Famous (вместе с Кимберли Кейн)
- 2007 номинация на AVN Award — Самая «жёсткая» сцена секса — The Great American Squirt Off[6]
- 2009 номинация на AVN Award — Лучшая сцена группового лесбийского секса — Squirt Gangbang 3[7]
- 2009 номинация на FAME Awards — Лучшая недооценённая звезда[8]
- 2010 номинация на AVN Award — Лучшая сцена орального секса (видео) — Flight Attendnts — X-Play/Adam & Eve
- 2010 номинация на AVN Award — Самая «жёсткая» сцена секса — Squirt Gangbang 4 — Elegant Angel[9]
- 2010 номинация на AVN Award — Лучшая сцена группового лесбийского секса — Squirt Gangbang 4
- 2012 номинация на AVN Award — Лучшая сцена группового лесбийского секса — Chick Flixxx